# Arvetanten
Arvetanten er en dansk stumfilm fra 1916 instrueret af Lau Lauritzen Sr..